# Kei Kamara
Kei Kamara   (Kenema, 1 de setembre de 1984) és un exfutbolista de Sierra Leone de la dècada de 2010.
Fou internacional amb la selecció de futbol de Sierra Leone.
Pel que fa a clubs, destacà a Sporting Kansas City, Middlesbrough FC i Columbus Crew.